# Teucholabis (Teucholabis) multispinosa
Teucholabis (Teucholabis) multispinosa is een tweevleugelige uit de familie steltmuggen (Limoniidae). De soort komt voor in het Neotropisch gebied.